# 郎窑红

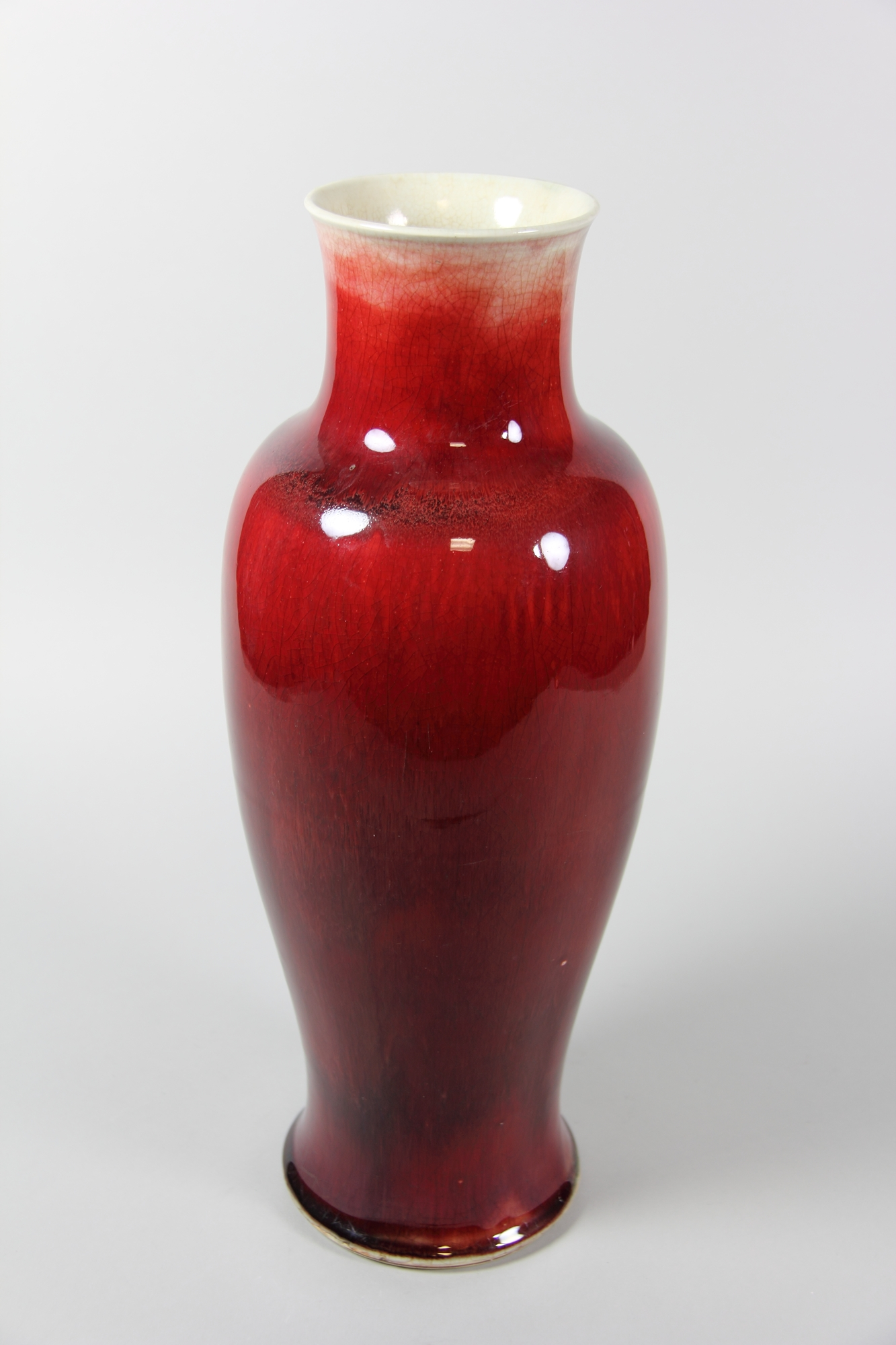
清康熙郎窑红釉观音瓶（美国大都会艺术博物馆藏）

郎窑红，又称为郎红，是中国传统红釉之一，为清康熙年间督陶官郎廷极监造景德镇瓷器时仿宣德红釉烧制的红釉新品种，以其姓氏命名。
郎窑红色泽鲜艳、釉面光亮度强，有“明如镜、润如玉、赤如血”的特征。因其色泽如初凝牛血般殷红而又有“牛血红”之称。郎窑红在西方被称为，即法语中“牛血”之意。其口沿釉层较薄，高温下铜容易挥发氧化，故而呈现出旋状白线，被称为“灯草边”。由于釉在高温下自然流淌，越往下釉色越浓艳，形成垂釉。但底足旋削保证流釉不过足，故有“脱口垂足郎不流”之说。